# Île Frémont
L'île Frémont, ou Frémont Island, est une île du Grand Lac Salé dans le comté de Weber en Utah (États-Unis), la troisième plus grande île du lac après l'île Stansbury et l'île Antelope.

## Géographie
Elle s'étend sur 8,57 km de longueur pour une largeur de 2,76 km. Propriété privée, son accès est limité et une autorisation est requise. Elle est accessible par un pont terrestre lorsque le niveau du lac est assez bas.

## Histoire
Elle a été nommée en l'honneur de l'explorateur John Charles Frémont.
En avril 1848, un an après l'arrivée des pionniers mormons dans la vallée de Salt Lake, Albert Carrington et d'autres pionniers se sont emparés de la région et l'ont baptisée Castle Island en raison d'une forme ressemblant à celle d'un trône à l'extrémité nord de l'île. Howard Stansbury, en 1850, lui donne son nom actuel mais en 1852, deux hommes de Farmington y placent cent-cinquante-trois moutons et la nomme Miller’s Island d'après l'un des hommes, Dan Miller.
En 1862, un profanateur de tombe nommé Jean-Baptiste y est exilé par Brigham Young. Trois semaines plus tard, il parvient à s'en échapper et ne sera jamais revu. La manière dont il parvint à s'évader n'a jamais été découverte. 
Dans les années 1870, des métaux précieux y sont extraits mais la prospection ne se développe pas. En 1886, un juge nommé Uriah J. Wenner, atteint par la tuberculose, installe sa famille dans l'île en raison de son éloignement. Il y reste jusqu’à sa mort en 1891 et y est enterré. Sa femme, Kate, quitte alors l'île. Remariée, elle meurt en 1942. Ses cendres sont alors placées aux côtés de son ancien mari sur l'île. 
La société Barrow Land and Livestock company loue l'île en 2003 pour y étudier l'adaptation d'espèces exotiques d'animaux, mais en octobre 2013 des espèces illégales sont découvertes. L'État et les propriétaires ont alors tenté de chasser les animaux restants par voie aérienne afin d'empêcher une propagation potentielle vers le continent.